# HMS Arbutus (K86)
«Арбутус» (англ. HMS Arbutus (K86) — військовий корабель, корвет типу «Флавер» Королівського військово-морського флоту Великої Британії за часів Другої світової війни.

## Історія створення
Корвет «Арбутус» був закладений 30 листопада 1939 року на верфі компанії Blyth Shipbuilding Company у Блайті. 5 червня 1940 року він був спущений на воду, а 12 жовтня 1940 року увійшов до складу Королівських ВМС Великої Британії.

## Історія служби
7 березня 1941 року у Північній Атлантиці південно-східніше Ісландії глибинними бомбами британських корветів «Камелія» та «Арбутус» був потоплений німецький підводний човен U-70. 20 членів екіпажу загинули, 25 врятовано.
Також у березні 1941 року при спробі атаки конвою OB 293 з 37 суден, котрі прямували з Ліверпуля до портів Північної Америки, британські кораблі ймовірно в ході переслідування потопили U-47 та «Волверіном» був пошкоджений U-A.
У квітні 1941 року «Арбутус» з есмінцем «Волверін» та шлюпом «Скарборо» забезпечували ескорт конвою SC 26. Транспортний конвой постійно атакували німецькі субмарини U-46, U-74 та U-73, шість суден було затоплено, декілька пошкоджено. 5 квітня після виявлення за допомогою сонара ворожий човен «Волверін» зі «Скарборо» атакували глибинними бомбами U-76 та знищили його.
5 лютого 1942 року «Арбутус» супроводжував конвой ON 63, коли його виявив U-136. Підводний човен надіслав звіт про спостереження та почав відслідковувати конвой. Супроводжуючі «Челсі» та «Арбутус» виявили по пеленгу ворожу субмарину й почали її атакувати. Командир підводного човна, капітан-лейтенант Ціммерманн, відповів агресивно, контратакуючи та торпедуючи «Арбутус», коли той наближався. Корвет розламався навпіл і затонув, загинула половина екіпажу. 43 людини, включаючи її командира, загинули. U-136 згодом був атакований глибинними бомбами «Челсі», зазнав пошкоджень і змушений припинити переслідування, врятувавши ON 63 від подальших атак.